# Лялі (Алнаський район)
Лялі́ (рос. Ляли) — присілок у складі Алнаського району Удмуртії, Росія.

## Населення
Населення — 461 особа (2010; 498 в 2002).
Національний склад станом на 2002 рік:
- удмурти — 98 %

## Урбаноніми[3]
- вулиці — Варзі-Ятчинська, Ділова, Дружби, Зарічна, Лучна, Молодіжна, Нова, Польова, Садова, Труда, Шадрасак-Кіб'їнська, Широка
- провулки — Східний